# Blackburn (circonscription britannique)

Blackburn dans le Lancashire.

La circonscription de Blackburn est une circonscription électorale britannique située dans le Lancashire et représentée à la Chambre des communes du Parlement britannique.